# كاكاو إم
كاكاو إم (هانغل: 카카오M )، كانت تعرف في السابق ب سول إمبا (هانغل: 서울 음반)، ولوين إنترتيمنت (هانغل: 로엔 엔터테인먼트)، هي شركة تسجيلات كورية جنوبية. يقع مقرها الرئيسي في كانجنام غو، سول. وتملك عددا من الشركات إما تابعة لها أو تعاون، وهي إحدى فروع مجموعة سي كي والشركة المساهمة أفنتي إقوتي بارتنيرس.

## إدارة الفنانين

### شجرة لون

#### مغنون ومغنيات
- Ra.D1
- IU
- Sunny Hill 2
- History
- Yoon Hyun-sang3
- Shin Zisu

#### ممثلون
- Kim Suk-hoon
- Jo Han-sun[2]
- Lee Jung-hyuk[3]
- Kang Bok-eum[4]

#### منتجون
- Won Taeyeon
- G.Gorilla
- Lee Minsoo
- Hwang Sooah
- Ra.D
- KZ

## فنانون سابقون

### مغنون ومغنيات
- Run (런)
- Gain (가인)
- Cheska (former member of Fiestar)
- BTS
- MAMAMOO

## روابط خارجية
- الموقع الرسمي